# Давление
Давле́ние на поверхность — интенсивная физическая величина, численно равная силе, действующей на единицу площади поверхности перпендикулярно этой поверхности. В данной точке давление определяется как отношение нормальной составляющей силы {\displaystyle dF_{n}}, действующей на малый элемент поверхности, к его площади {\displaystyle dS}:
{\displaystyle p={\frac {dF_{n}}{dS}}.}
Среднее давление по всей поверхности есть отношение нормальной составляющей силы {\displaystyle F_{n}}, действующей на данную поверхность, к её площади {\displaystyle S}:
{\displaystyle {p_{\rm {cp}}}={\frac {F_{n}}{S}}.}
Давле́ние сплошной среды — скалярная интенсивная физическая величина; характеризует состояние среды и является диагональной компонентой тензора напряжений. В простейшем случае изотропной равновесной неподвижной среды не зависит от ориентации. Для обозначения давления обычно используется символ {\displaystyle p} — от лат. pressura «давление».
В соответствии с рекомендациями ИЮПАК давление в классической механике рекомендуется обозначать как {\displaystyle p}, менее рекомендуемо обозначение {\displaystyle P}. Осмотическое давление часто обозначается буквой π.
Давление идеального газа (вообще говоря, системы пренебрежимо мало взаимодействующих частиц) на стенку ищется как
{\displaystyle P=\int _{p_{z}>0}2p_{z}\,dj_{z},}
где {\displaystyle p_{z}} — проекция импульса на ось сближения со стенкой, а {\displaystyle j_{z}} — аналогичная проекция вектора плотности потока, для которого
{\displaystyle d\mathbb {j} =\mathbb {v} \,dn=n\,w_{0}\,\mathbb {v} \,w(\mathbb {v} )\,d^{3}v} (размерность пространства, вообще говоря, зависит от задачи)
где {\displaystyle n} — концентрация, {\displaystyle w_{0}\,w(\cdot )} — функция распределения вероятности. В частности, при распределении Максвелла, интеграл легко берётся и получается: {\displaystyle P=nkT}.

## Единицы измерения
В Международной системе единиц (СИ) измеряется в паскалях (русское обозначение: Па; международное: Pa). Паскаль равен давлению, вызываемому силой, равной одному ньютону, равномерно распределённой по нормальной к ней поверхности площадью один квадратный метр.
Наряду с паскалем в Российской Федерации допущены к использованию в качестве внесистемных единиц измерения давления следующие единицы:
- бар;
- килограмм-сила на квадратный сантиметр;
- миллиметр водяного столба;
- метр водяного столба;
- атмосфера техническая;
- миллиметр ртутного столба.

При этом наименования и обозначения данных единиц с дольными и кратными приставками СИ не применяются. Существовавшее ранее ограничение срока действия допуска указанных единиц в августе 2015 году было отменено.
Кроме того, на практике используются также единицы торр, физическая атмосфера, psi (фунт на квадратный дюйм) и inHg (дюйм ртутного столба).
|               | Паскаль (Pa, Па) | Бар (bar, бар) | Техническая атмосфера (at, ат) | Физическая атмосфера (atm, атм) | Миллиметр ртутного столба (мм рт. ст., mm Hg, Torr, торр) | Миллиметр водяного столба (мм вод. ст., mm H2O) | Фунт-сила на квадратный дюйм (psi) |
| 1 Па          | 1                | 10−5           | 1,01972⋅10−5                   | 9,8692⋅10−6                     | 7,5006⋅10−3                                               | 0,101972                                        | 1,4504⋅10−4                        |
| 1 бар         | 105              | 1              | 1,01972                        | 0,98692                         | 750,06                                                    | 10197,2                                         | 14,504                             |
| 1 ат          | 98066,5          | 0,980665       | 1                              | 0,96784                         | 735,56                                                    | 104                                             | 14,223                             |
| 1 атм         | 101325           | 1,01325        | 1,03323                        | 1                               | 760                                                       | 10332,3                                         | 14,696                             |
| 1 мм рт. ст.  | 133,322          | 1,3332⋅10−3    | 1,3595⋅10−3                    | 1,3158⋅10−3                     | 1                                                         | 13,595                                          | 0,019337                           |
| 1 мм вод. ст. | 9,80665          | 9,80665⋅10−5   | 10-4                           | 9,6784⋅10-5                     | 0,073556                                                  | 1                                               | 1,4223⋅10-3                        |
| 1 psi         | 6894,76          | 0,068948       | 0,070307                       | 0,068046                        | 51,715                                                    | 703,07                                          | 1                                  |

Измерение давления газов и жидкостей выполняется с помощью манометров, дифманометров, вакуумметров, датчиков давления, атмосферного давления — барометрами, артериального давления — сфигмоманометрами.